# Supersórdido
Supersórdido es el primer álbum de estudio del grupo chileno Supersordo, lanzado en 1992 en formato casete. Fue grabado y mezclado en los estudios El Rancho y masterizado en los estudios Constantinopla.
Este trabajo consta de mezclas de diversos géneros musicales, pasando por el 
hardcore punk, post-hardcore, noise rock, rock experimental, heavy metal y punk rock.
El álbum tuvo excelente recepción de la crítica, siendo elogiados incluso por conocidas agrupaciones tales como Fiskales Ad-Hok, quienes incluso invitaron a la banda a telonearlos en algunos de sus conciertos. En abril de 2008, la edición chilena de la revista Rolling Stone situó a este álbum en el 11º. lugar dentro de los 50 mejores discos chilenos de todos los tiempos.

## Lista de canciones
| N.º | Título                                      | Duración |  |
| 1.  | «Represión espacial»                        | 2:23     |  |
| 2.  | «Terrorismo terrestre»                      | 3:29     |  |
| 3.  | «Rompe el hielo»                            | 3:10     |  |
| 4.  | «El patio, el limón y las hormigas»         | 0:26     |  |
| 5.  | «Mi padre»                                  | 4:11     |  |
| 6.  | «Inocente»                                  | 4:55     |  |
| 7.  | «Herbosas praderas del Tíbet septentrional» | 4:13     |  |
| 8.  | «Avión a Cuba»                              | 1:37     |  |
| 9.  | «Come, trabaja, duerme»                     | 3:33     |  |
| 10. | «Morir de amor»                             | 3:21     |  |
| 11. | «Ismo»                                      | 3:48     |  |
| 12. | «Posición de altura»                        | 3:11     |  |
| 13. | «6-tan»                                     | 6:23     |  |

## Créditos
| Banda - Claudio Fernández – voces - Rodrigo "Katafú" Rozas – guitarras, diseño - Miguel Ángel "Comegato" Montenegro – bajo - Jorge Cortés – batería | Producción - Supersordo – producción - Archie Frugone – grabación, producción, mezcla - B.B. (Brenda Banda) – diseño |